# Idaea karafutonis
Idaea karafutonis là một loài bướm đêm trong họ Geometridae.